# Karan Brar
Karan Brar (Redmond, Washington, 1999. január 18. –) amerikai színész.

## Pályafutása
Jasbinder és Harinder Brar indiai származású szülők második gyermekeként született. Van egy nővére, Sabreena. Mielőtt hírnévre tett volna szert, a Cedar Wood Elementary School-ban tanult színjátszást, Patti Kalles-től és John Robert Powers-től. 
Színészkedni 11 évesen kezdett, első szerepe egy indiai középiskolás tanuló, Chirag Gupta volt, az Egy ropi naplója filmadaptációjában. Mivel az Egyesült Államokban, Bothell-ben, Washingtonban nőtt fel, amerikai akcentussal beszél. Kétnyelvű nevelést kapott, így az angol mellett folyékonyan beszél pandzsabi és hindi nyelven is. 
2010 áprilisában szerepelt a "Seeds of Compassion" (Az együttérzés magvai) című reklámkampányban, amely a Dalai láma seattle-i látogatását előzte meg. Részt vett benzinreklámokban is. 2011 márciusában Brar visszatért Chirag Gupta szerepéhez a film folytatásához, az "Egy ropi naplója: Testvérháború"-hoz. 2011 októberében megerősítették, hogy visszatér az újabb folytatáshoz, az "Kutya egy idő"-höz. 2011 szeptemberében Karan megszerezte a tízéves indiai adoptált Ravi Ross szerepét a Disney Channel TV-sorozatába, a Jessie-be. A sorozat 2015-ig ment, de még ebben az évben bejelentették, hogy újra eljátssza Ravi Ross-t a Jessie spin-off sorozatában, a Kikiwaka tábor-ban (Bunk'd). Brar Los Angeles-ben él szüleivel és nővérével. Amikor nem dolgozik, Karan szeret zenét hallgatni, úszni, hiphop táncolni és videojátékokkal játszani.

## Szerepei

### Filmszerepei
| Év   | Magyar cím (eredeti cím)                                              | Szerep          | Magyar hang     | Megjegyzés   |
| ---- | --------------------------------------------------------------------- | --------------- | --------------- | ------------ |
| 2020 | Hubie, a halloween hőse (Hubie Halloween)                             | Deli Mike Mundi | Nagy Gereben    | Netflix film |
| 2020 | Stargirl (Stargirl)                                                   | Kevin Singh     | Pál Dániel Máté | Disney+ film |
| 2018 | Tűzgyűrű: Lázadás (Pacific Rim: Uprising)                             | Suresh kadét    | Czető Ádám      |              |
| 2015 | A láthatatlan tesó (Invisible Sister)                                 | George          | Bogdán Gergő    | TV film      |
| 2014 | Mr. Peabody és Sherman kalandjai (Mr. Peabody & Sherman)              | Mason           | Gerő Bence      | hang         |
| 2012 | Karácsonyi kutyakaland (Chilly Christmas)                             | Caps            | Straub Martin   |              |
| 2012 | Kutya egy idő (Diary of a Wimpy Kid: Dog Days)                        | Chirag Gupta    |                 |              |
| 2011 | Egy ropi naplója: Testvérháború (Diary of a Wimpy Kid: Rodrick Rules) | Chirag Gupta    |                 |              |
| 2010 | Egy ropi naplója                                                      | Chirag Gupta    |                 |              |

### Sorozatszerepei
| Év        | Magyar cím (eredeti cím)                              | Szerep        | Megjegyzés                                              |
| --------- | ----------------------------------------------------- | ------------- | ------------------------------------------------------- |
| 2016      | (The Night Shift)                                     | Omed          | TV sorozat, epizódszerep                                |
| 2015-2018 | Kikiwaka tábor (Bunk'd)                               | Ravi Ross     | TV sorozat, 58 epizód magyar hangja Straub Norbert      |
| 2014      | Laborpatkányok (Lab Rats)                             | Simon         | TV sorozat, epizódszerep                                |
| 2014      | A Pókember elképesztő kalandjai (Ultimate Spider-Man) | Ravi Ross     | TV sorozat, epizódszerep magyar hangja Straub Norbert   |
| 2014      | (Chasing LA)                                          | Önmaga        | Web sorozat, epizódszerep                               |
| 2014      | (Storyline Online)                                    | Önmaga        | Web sorozat, epizódszerep                               |
| 2013-2015 | (Teens Wanna Know)                                    | Önmaga        | TV sorozat, 3 epizód                                    |
| 2013-2014 | (Pass the Plate)                                      | Önmaga        | TV sorozat, házigazda                                   |
| 2013      | Szófia hercegnő (Sofia the First)                     | Zandar herceg | hang, TV sorozat, 4 epizód magyar hangja Straub Norbert |
| 2012      | Király páros (Pair of Kings)                          | Tito          | TV sorozat, epizódszerep                                |
| 2011-2015 | Jessie (Jessie)                                       | Ravi Ross     | TV sorozat, 98 epizód magyar hangja Straub Norbert      |
| 2011      | (Disney Monstober)                                    | Ravi          | TV sorozat                                              |

## További információ
- Hivatalos oldal
- Karan Brar a Facebookon
- Karan Brar a PORT.hu-n (magyarul)
- Karan Brar az Internetes Szinkronadatbázisban (magyarul)
- Karan Brar az Internet Movie Database-ben (angolul)
- Karan Brar a Rotten Tomatoeson (angolul)